# Druga ekipa (filmsko osoblje)
Druga ekipa je diskretni dio filmskog osoblja kojemu je zadaća snimati snimke ili sekvencije odvojeno od glavne, tj. "prve" ekipe. Druga ekipa često snima istovremeno s prvom ekipom ali na više lokacija, čime se brže završi snimateljski dio proizvodnje filma.
Otkad je u povijesti uveden takav način snimanja, filmski redatelj više nije bio samo jedna nego više osoba obnašalo je dužnost redatelja. Glavni je snimao prizor s glavnim glumcima, a pomoćni su snimali prizore sa sporednim glumcima i sve ostale "pomoćne kadrove" – krajobraze, detalje, totale i slično. Redatelj druge ekipe (eng. Second Unit Director) vodi tu skupinu. Izrazito komercijalno usmjereni američki filmovi odmah su prihvatili takav način snimanja, što je do danas ostalo temeljnim mehanizmom studijske proizvodnje i reprodukcije samog studijskog sustava.